# Charles Collignon
Charles Edgar Collignon (París, 7 de setembre de 1877 – ?) va ser un tirador francès que va competir a primers del segle xx.
El 1908 va prendre part en els Jocs Olímpics de Londres, on disputà dues proves del programa d'esgrima. En la competició d'espasa individual quedà eliminat en segona ronda, mentre en la d'espasa per equips guanyà la medalla d'or.